# Az ókor nagyjai
Az ókor nagyjai Castiglione László több kiadást megélt, először 1971-ben kiadott könyve.
Az ókori történelem, művészet és irodalom ma már minden művelt ember szellemi életének szerves része, de ezzel kapcsolatos ismereteik mégis gyakran hiányosak. Ez a könyv könnyen kezelhető, olvasmányos összeállítást ad minden ókor iránt érdeklődő kezébe. 160 nagy egyéniség, uralkodó, politikus, hadvezér, filozófus, író, költő, tudós portréját tartalmazza az ókori Kelet kultúráitól a Római Birodalom végéig.
A könyvbe csak olyan személyiségek kerültek, akikről hitelesnek tekinthető ábrázolás maradt fenn.

## Az ókor nagyjai
1. Dzsószer (Neterikhet), Egyiptom királya, i. e. 2750 körül
2. Imhotep egyiptomi főpap, a király tanácsosa és építésze, i. e. 2750 körül
3. Khafré, Egyiptom királya, i. e. 2600 körül
4. Narám-Szín, Akkád királya, i. e. 2260-2223
5. Gudea, Lagas fejedelme, i. e. 2100 körül
6. Szeszosztrisz, Egyiptom királya, uralkodott i. e. 1887-1850
7. Hammurapi, Babilon királya, i. e. 1792-1750
8. Hatsepszut, Egyiptom királynője, uralkodott i. e. 1490-1468
9. III. Thotmesz, Egyiptom királya, i. e. 1490(1468)-1436
10. III. Amenhotep, Egyiptom királya, i. e. 1408-1372
11. Amenhotep, Hapu fia, III. Amenhotep tanácsosa, i. e. XIV. sz. eleje
12. IV. Amenhotep / Ekhnaton, Egyiptom királya, uralkodott i. e. 1367-1350
13. Horemheb, Egyiptom királya, uralkodott i. e. 1335-1308
14. II. Ramszesz, Egyiptom királya, i. e. 1301-1235
15. III. (IV.) Tudhalijasz, hettita király, i. e. 1250-1220
16. Hirám, Türosz királya, i. e. X. sz.
17. Dávid, Izrael királya, uralkodott kb. i. e. 1000-960
18. Salamon, Izrael királya, uralkodott kb. i. e. 960-920
19. II. Assur-nászir-apli, uralkodott i. e. 883-859
20. Homérosz görög epikus költő, i. e. VIII. sz.
21. II. Szargon / II. Sarrukín, i. e. 721-705
22. Montuemhat az egyiptomi Théba kormányzója, i. e. VII. sz. 2. negyede
23. Hésziodosz görög epikus költő, i. e. VII. sz. első fele
24. Arkhilokhosz görög költő, i. e. VII. sz. első fele
25. Assur-bán-apli, uralkodott i. e. 668-629
26. Thalész görög filozófus és asztronómus, i. e. VII. sz. vége-VI. sz. eleje
27. Lükurgosz spártai törvényhozó, i. e. VII. sz.
28. Periandrosz, Korinthosz türannosza kb. i. e. 625-585
29. Alkaiosz és Szapphó görög költők, virágkoruk az i. e. VI. sz. eleje
30. Szolón athéni törvényhozó kb. i. e. 640-560
31. Aiszóposz görög meseíró, i. e. VI. sz. első fele
32. Khilón görög államférfi, i. e. VI. sz. első fele
33. Kroiszosz, Lüdia királya, uralkodott i. e. kb. 560-546
34. Anaximandrosz görög filozófus, i. e. 610-547/6
35. Amaszisz, Egyiptom királya, uralkodott 569-526
36. Peiszisztratosz és fiai, athéni türannoszok i. e. 560-510
37. Harmodiosz és Arisztogeitón, athéni zsarnokgyilkosok i. e. 514-ben
38. Lucius Iunius Brutus, a római köztársaság legendás alapítója
39. Püthagorasz görög bölcselő, kb. i. e. 576-497
40. Miltiadész athéni államférfi és hadvezér, i. e. 550 felé-488
41. Anakreón görög költő, i. e. kb. 570-487
42. I. Dareiosz perzsa nagykirály, uralkodott i. e. 522-486
43. Hérakleitosz görög filozófus, működött i. e. 500 körül
44. Pauszaniasz spártai hadvezér, i. e. kb. 510-468
45. Themisztoklész athéni államférfi és hadvezér kb. i. e. 528-462
46. Aiszkhülosz görög tragédiaköltő, i. e. 526-456
47. Pindarosz görög költő, i. e. 518-438
48. Periklész görög államférfi, i. e. 495-429
49. Aszpaszia, Periklész élettársa, i. e. V. sz. 2. fele
50. Pheidiasz görög szobrász, i. e. kb. 500-430
51. Klazomenai Anaxagorasz görög filozófus, i. e. kb. 500-428
52. Hérodotosz görög történetíró, kb. i. e. 484-424
53. Szophoklész görög tragédiaköltő, i. e. 496-406
54. Euripidész grörög tragédiaköltő, i. e. 485-406
55. Thuküdidész görög történetíró, i. e. kb. 460-400
56. Szókratész athéni filozófus, i. e. 469-399
57. Tisszaphernész perzsa satrapa, i. e. V. sz. vége-IV. sz. eleje
58. Arisztophanész görög komédiaköltő, i. e. kb. 450-385
59. Lüsziasz görög szónok, i. e. kb. 458-380
60. Hippokratész görög orvos, i. e. kb. 460-370
61. Nahtnebef (I. Nektanebósz), Egyiptom királya, i. e. 380-363
62. Antiszthenész görög filozófus, i. e. 455-360
63. Xenophón görög hadvezér és író, i. e. 430-354
64. Platón görög filozófus, i. e. 427 körül-347
65. Mausszólosz, Karia satrapája, i. e. 377-353 között
66. III. Arkhidamosz, Spárta királya, uralk. 360-338
67. Iszokratész athéni szónok, i. e. 436-338
68. II. Philipposz makedón király, uralk. i. e. 359-336
69. Démoszthenész athéni szónok és politikus, i. e. 384-322
70. Nagy Sándor/III. Alexandrosz makedón király, i. e. 356-323
71. Diogenész görög filozófus, kb. i. e. 414-323
72. Arisztotelész görög filozófus, i. e. 384-322
73. Aiszkhinész görög államférfi, kb. i. e. 389-314
74. Menandrosz görög komédiaköltő, i. e. 342-291
75. Theophrasztosz görög filozófus, i. e. 370-286
76. Kratész görög filozófus, i. e. kb. 365-285
77. I. Ptolemaiosz Szótér, Egyiptom királya, uralk. 323-284
78. I. Démétriosz Poliorkétész makedón király, i. e. 336-283
79. I. Szeleukosz Nikatór, Szíria királya, uralk. 312-280
80. Epikurosz görög filozófus, i. e. 342-270
81. Hermerkhosz görög filozófus, i. e. IV. sz. vége-III. sz. eleje
82. Philetairosz, Pergamon fejedelme, i. e. 343-263
83. Zénon görög filozófus, i. e. 335-263
84. I. Antiokhosz Szótér, Szíria királya, uralk. i. e. 280-261
85. Menipposz görög filozófus, i. e. III. sz. első fele
86. II. Ptolemaiosz Philadelphosz, Egyiptom királya, uralk. i. e. 285-246 és II. Arszinoé Philadelphosz, Egyiptom királynője, i. e. 316-270
87. Aratosz görög költő, i. e. kb. 310-240
88. III. Kleomenész spártai király, uralk. i. e. 235-222
89. II. Hierón Szürakuszai királya, uralk. i. e. 265-215
90. Marcus Claudius Marcellus római államférfi és hadvezér, i. e. III. sz. második fele
91. Khrüszipposz görög filozófus, kb. i. e. 280-207
92. I. Attalosz Szótér, Pergamon királya, uralk. i. e. 241-197
93. III. (Nagy) Antiokhosz, Szíria királya, uralk. i. e. 223-187
94. Publius Cornelius Scipio Africanus római államférfi és hadvezér, i. e. 236-184
95. Hannibál karthágói hadvezér, i. e. 247-183
96. Titus Quinctius Flamininus római államférfi és hadvezér, i. e. 228-174
97. Quintus Ennius római költő, i. e. 239-169
98. Perszeusz, Makedónia királya, i. e. 179-169
99. Masinissa numidiai király, i. e. 240 körül-149
100. Karneadész görög filozófus, i. e. 214-129
101. Polübiosz görög történetíró, kb. i. e. 200-120
102. Menandrosz Szótér indiai görög király, uralkodott i. e. II. sz. második felében
103. II. Mithridatész parthus nagykirály, uralkodott i. e. 123-88
104. Lucius Cornelius Sulla római államférfi és hadvezér, i. e. 138-78
105. Mithridatész Eupatór, Pontosz királya, uralkodott i. e. 121-63
106. II. Tigranész, Armenia királya, uralkodott i. e. 95-56
107. Vercingetorix, a gallok vezére, i. e. 52 körül
108. Rodoszi Poszeidóniosz görög filozófus, i. e. 135-50
109. Cnaeus Pompeius Magnus római hadvezér és államférfi, i. e. 106-48
110. Marcus Porcius Cato Maior római államférfi, i. e. 95-46
111. I. Juba, Numidia királya, uralkodott i. e. 60-46
112. Caius Julius Caesar római államférfi, i. e. 100-44
113. Marcus Tullius Cicero római államférfi és író, i. e. 106-43
114. Marcus Iunius Brutus római államférfi, i. e. 85-42
115. VII. Kleopatra Philopatór, Egyiptom királynője, uralkodott i. e. 51-30
116. Marcus Antonius római államférfi, i. e. 82-30
117. Publius Vergilius Maro római költő, i. e. 70-19
118. Marcus Vipsanius Agrippa római államférfi és hadvezér, i. e. 63-12
119. Quintus Horatius Flaccus római költő, i. e. 65-8
120. Augustus római császár, uralkodott i. e. 31-i. sz. 14
121. Livia római császárné, i. e. 58-i. sz. 29
122. II. Juba, Mauretania királya, uralkodott i. e. 25-i. sz. 23
123. Tiberius római császár, uralkodott 14-37
124. Claudius római császár, uralkodott 41-54
125. Dioszkoridész római kori görög orvos, I. sz. közepe körül
126. L. Annaeus Seneca római államférfi és író, i. e. 4-i. sz. 65
127. Nero római császár, uralkodott 54-68
128. Tüanai Apollóniosz görög filozófus, 1. sz. 2. fele
129. Vespasianus római császár, uralkodott 69-79
130. Pál apostol, 1. sz.
131. Decebalus, a dákok királya, 1. sz. második fele
132. Traianus római császár, uralkodott 98-117
133. Apollodórosz római építész, működése: 2. sz. első fele
134. Hadrianus római császár, uralkodott 117-138
135. Lucius Apuleius római szónok és író, II. sz. közepe körül
136. Antoninus Pius római császár, uralkodott 138-161
137. Herodes Atticus görög mágnás és szónok, 101-177
138. Marcus Aurelius római császár, uralkodott 161-180
139. Galénosz római kori görög orvos, 129-199
140. Septimius Severus római császár, 193-211
141. Caracalla római császár, uralkodott 211-217
142. Alexander Severus római császár, uralkodott 222-235
143. Julia Mamaea római császárnő, uralkodott 222-235
144. Traianus Decius római császár, uralkodott 249-251
145. Gallienus római császár, uralkodott 253-268
146. Plótinosz filozófus, kb. 203-270
147. I. Sápúr szászánida király, uralkodott 241-272
148. Szeptimia Zénobia, Palmüra királynője, uralkodott 267-272
149. Aurelianus római császár, uralkodott 270-275
150. Probus római császár, uralkodott 276-282
151. Diocletianus római császár, uralkodott 284-305
152. I. Constantinus római császár, uralkodott 306-337
153. Flavius Iulianus római császár, uralkodott 360-363
154. I. Theodosius római császár, uralkodott 379-395
155. Ambrosius milánói püspök, 340 vagy 333-397
156. Quintus Aurelius Symmachus római államférfi, kb. 340-402
157. Flavius Stilicho római hadvezér és kormányzó régens, 395-408 és Honorius nyugatrómai császár, uralkodott 393-423
158. Augustinus keresztény gondolkodó, 354-430
159. Theuderich keleti gót király, 455-526
160. Justinianus bizánci császár, uralkodott 527-565